# Willow Lake (Dakota del Sur)
Willow Lake es una ciudad ubicada en el condado de Clark en el estado estadounidense de Dakota del Sur. En el Censo de 2010 tenía una población de 263 habitantes y una densidad poblacional de 270,07 personas por km².

## Geografía
Willow Lake se encuentra ubicada en las coordenadas 44°37′40″N 97°38′17″O / 44.62778, -97.63806. Según la Oficina del Censo de los Estados Unidos, Willow Lake tiene una superficie total de 0.97 km², de la cual 0.96 km² corresponden a tierra firme y (1.06%) 0.01 km² es agua.

## Demografía
Según el censo de 2010, había 263 personas residiendo en Willow Lake. La densidad de población era de 270,07 hab./km². De los 263 habitantes, Willow Lake estaba compuesto por el 92.02% blancos, el 0% eran afroamericanos, el 0% eran amerindios, el 0% eran asiáticos, el 0% eran isleños del Pacífico, el 7.22% eran de otras razas y el 0.76% pertenecían a dos o más razas. Del total de la población el 7.98% eran hispanos o latinos de cualquier raza.